# Champassak
| Imagem: Vat Phou | A província de Champassak inclui o sítio "Vat Phou", Património Mundial da UNESCO. |  |

| Imagem: Paisagem Cultural de Champassak | A província de Champassak inclui o sítio "Paisagem Cultural de Champassak", Património Mundial da UNESCO. |  |

Champassak ou Champasak é uma província do Laos localizada no sudoeste do país, fazendo fronteira com a Tailândia e Camboja. Sua capital é a cidade de Pakxe. A província estende-se por 15 415 quilômetro quadrados (6 000 sq mi).

## Turismo
Pakse está crescendo como um destino turístico, seus principais lugares de interesse incluem:
- Wat Phou
- Si Phan Don

## Distritos
- Bachiangchaleunsuk
- Champassak
- Khong
- Mounlapamok
- Pakxe
- Paksong
- Pathumphon
- Phonthong
- Sanasombun
- Sukuma